# Ka Lahui Hawaii

Bandera de la organización Ka Laui Hawaii.

Ka Lahui Hawaii es una organización creada en 1987 por las hermanas Trask: Mililani Trask, abogada, portavoz de los indígenas en las Naciones Unidas y líder del Movimiento soberanista hawaiano, y Haunani-Kay Trask, profesora de la Universidad de Hawái, con el fin de ser un punto de partida para conseguir la soberanía de Hawái.
Mililani Trask fue elegida la primera kia’aina (gobernadora) de Ka Lahui. Tanto los nativos hawaianos como los no nativos pueden convertirse en ciudadanos de Ka Lahui. Esto ha hecho que miles de residentes se hayan adherido como miembros de la organización con la esperanza de fomentar la descolonización.
Ka Laui se opone a la propuesta Akaka Bill (Native Hawaiian Government Reorganization Act of 2009), del senador Daniel Akaka de Hawái, que pretende darle a los nativos hawaianos el mismo reconocimiento que a los indios norteamericanos del continente.

## Historia
Solo un 20% de los 1.360.000 habitantes de Hawái tienen ancestros hawaianos. Los indígenas hawaianos son descendientes de los polinesios que llegaron a las islas en el año 200 d. C. A lo largo de los años, la cultura de las diferentes islas de Niihau, Kauai, Oahu, Molokai, Lanai, Kahoolawe, Maui y Hawái se fue diferenciando. La llegada del capitán James Cook en 1778 y el asentamiento de balleneros empezó a influenciar a los nativos en los siglos XVIII y XIX. Su tradicional sistema de jefaturas, las instituciones del mana (poder espiritual) y el sistema de privilegios de acuerdo al mana (el kapu) se fue convirtiendo en una nueva estructura similar a la monarquía británica. Poco a poco, los inmigrantes se fueron apoderando de las tierras para sembrar caña de azúcar.
En 1893, las fuerzas armadas de Estados Unidos invaden el territorio y en 1900 Hawái es anexionado.
En 1991, una comisión de derechos civiles reconoce y documenta 73 años de violación de los derechos civiles contra los hawaianos. 
En 1996 se organiza una votación entre los nativos y el resultado es que solo el 27% apoyan la autodeterminación.
El 3 de agosto de 1993, Ka Lahui Hawaii entra a formar parte de la Organización de Naciones y Pueblos No Representados.
Ka Laui forma parte de una serie de movimientos soberanistas que incluyen ALOHA, Office of Hawaiian Affairs, Nation of Hawai’i, Ka Pakaukau, Poka Laenui, Hawaian Kingdom, Hawaian Kingdom Government, Kingdom of Hawai’i y The Polynesian Kingdom of Atooi.